# Nothin' to Lose
«Nothin' To Lose» es una canción de la banda norteamericana de rock Kiss. Es el segundo tema de su álbum debut (publicado el 14 de febrero de 1974), y fue escrito por el cantante y bajista de la banda Gene Simmons, quien es, además, la voz líder en la canción, junto al baterista Peter Criss y (en menor medida) el cantante y guitarrista Paul Stanley. 

## Letra
La letra de la canción habla acerca de la propuesta de un hombre a su novia de practicar sexo anal, la cual, si bien en un principio es rechazada por su novia, terminará aceptando, un tanto a regañadientes al principio.

## En vivo
La canción ha sido tocada en la gran mayoría de los conciertos de Kiss desde su primera gira. En 1977, durante el Love Gun Tour ya no sería interpretada tan frecuentemente, siendo sacada del repertorio en 1979, con el Dynasty Tour. Durante las giras "Kiss Konvention" realizadas por la banda entre 1994 y 1995, la canción volvió a ser ejecutada en vivo. En el concierto acústico ofrecido por Kiss en la MTV (con Peter Criss y Ace Frehley) como invitados especiales, la canción fue interpretada con Eric Singer como líder vocal. En lo que respecta a las grandes giras de Kiss, "Nothin' To Lose" fue reincorporada ocasionalmente entre 1996 y 1999, años en que los miembros originales de Kiss estuvieron reunidos nuevamente.

### Créditos
- Gene Simmons - voz, bajo
- Peter Criss - batería, voz
- Paul Stanley - guitarra, voz
- Ace Frehley - guitarra